# Salvo D'Acquisto (film)
Pour les articles homonymes, voir D'Acquisto.
Pour plus de détails, voir Fiche technique et Distribution.
Salvo D'Acquisto est un film biographique italien réalisé par Romolo Guerrieri, sorti en 1975.

## Synopsis
La vie de Salvo D'Acquisto, un carabinier romain qui est parvenu à sauver la vie à 22 civils que les forces d'occupation nazies voulaient exécuter.

## Fiche technique
- Titre original : Salvo D'Acquisto
- Réalisation : Romolo Guerrieri
- Scénario : Giuseppe Berto, Nico Ducci, Mino Roli
- Photographie : Aldo Giordani
- Montage : Antonio Siciliano
- Musique : Carlo Rustichelli
- Producteur : Luigi Rovere
- Société de production : Rizzoli Film
- Pays de production :  Italie
- Langue de tournage : italien
- Genre : Drame biographique
- Durée : 110 minutes (1h50)
- Dates de sortie : 
  -  Italie : 30 août 1975

## Distribution
- Massimo Ranieri : Salvo D'Acquisto
- Enrico Maria Salerno : Rubino
- Massimo Serato : Halder
- Isa Danieli : Tatina
- Ivan Rassimov : le sergent Krone
- Giustino Durano : Riccardo
- Lina Polito : Martina
- Mario Colli : un officier italien
- Andreina Paul
- Furio Meniconi
- Carla Calò : la blanchisseuse
- Jole Fierro : la mère supérieure
- Lucretia Love
- Lorenzo Piani
- Bruno Cattaneo
- Fabrizio Jovine
- Fortunato Arena
- Ezio Sancrotti
- Fabrizio Moroni : l'officier allemand de Bolzano
- Paolo Turco : Romano
- Raffaele Curi : Rende
- Michele Mirabella : un officier allemand